# Список адмиралов, вице-адмиралов, контр-адмиралов ВМФ СССР (1940—1945)
Список высшего командного состава корабельной службы ВМФ СССР содержит 146 фамилий адмиралов, вице-адмиралов, контр-адмиралов, получивших первичное звание контр-адмирал в период с 1940 по 1945 год.

## Список
| Высшие офицеры строевого командного состава корабельной службы Военно-Морского Флота (1940—1945) | Высшие офицеры строевого командного состава корабельной службы Военно-Морского Флота (1940—1945) | Высшие офицеры строевого командного состава корабельной службы Военно-Морского Флота (1940—1945) | Высшие офицеры строевого командного состава корабельной службы Военно-Морского Флота (1940—1945) | Высшие офицеры строевого командного состава корабельной службы Военно-Морского Флота (1940—1945) | Высшие офицеры строевого командного состава корабельной службы Военно-Морского Флота (1940—1945) | Высшие офицеры строевого командного состава корабельной службы Военно-Морского Флота (1940—1945) | Высшие офицеры строевого командного состава корабельной службы Военно-Морского Флота (1940—1945) |
| Ф. И. О.                                                                                         | Годы жизни                                                                                       | Контр- адмирал                                                                                   | Вице- адмирал                                                                                    | Адмирал                                                                                          | Адмирал флота                                                                                    | Адмирал флота                                                                                    | Адмирал флота Советского Союза                                                                   |
| ------------------------------------------------------------------------------------------------ | ------------------------------------------------------------------------------------------------ | ------------------------------------------------------------------------------------------------ | ------------------------------------------------------------------------------------------------ | ------------------------------------------------------------------------------------------------ | ------------------------------------------------------------------------------------------------ | ------------------------------------------------------------------------------------------------ | ------------------------------------------------------------------------------------------------ |
| Абанькин, Павел Сергеевич                                                                        | 1902—1965                                                                                        | 21.05.1941                                                                                       | 21.07.1944                                                                                       | 27.01.1951                                                                                       | —                                                                                                | —                                                                                                | —                                                                                                |
| Абрамов, Николай Осипович                                                                        | 1897—1964                                                                                        | 04.06.1940                                                                                       | —                                                                                                | —                                                                                                | —                                                                                                | —                                                                                                | —                                                                                                |
| Азаров, Илья Ильич                                                                               | 1902—1979                                                                                        | 13.12.1942                                                                                       | 25.09.1944                                                                                       | —                                                                                                | —                                                                                                | —                                                                                                | —                                                                                                |
| Акулин, Михаил Иванович                                                                          | 1889—1951                                                                                        | 04.06.1940                                                                                       | 03.06.1946                                                                                       | —                                                                                                | —                                                                                                | —                                                                                                | —                                                                                                |
| Алафузов, Владимир Антонович                                                                     | 1901—1966                                                                                        | 04.06.1940                                                                                       | 22.01.1944                                                                                       | 25.09.1944 13.05.1953                                                                            | —                                                                                                | —                                                                                                | —                                                                                                |
| Александров, Александр Петрович                                                                  | 1900—1946                                                                                        | 21.07.1944                                                                                       | —                                                                                                | —                                                                                                | —                                                                                                | —                                                                                                | —                                                                                                |
| Ананьич, Василий Емельянович                                                                     | 1900—1977                                                                                        | 25.09.1944                                                                                       | —                                                                                                | —                                                                                                | —                                                                                                | —                                                                                                | —                                                                                                |
| Андреев, Владимир Александрович                                                                  | 1904—1994                                                                                        | 18.04.1943                                                                                       | 15.11.1944                                                                                       | 27.01.1951                                                                                       | —                                                                                                | —                                                                                                | —                                                                                                |
| Антонов, Неон Васильевич                                                                         | 1907—1948                                                                                        | 08.07.1945                                                                                       | —                                                                                                | —                                                                                                | —                                                                                                | —                                                                                                | —                                                                                                |
| Арапов, Михаил Иванович                                                                          | 1898—1947                                                                                        | 04.06.1940                                                                                       | —                                                                                                | —                                                                                                | —                                                                                                | —                                                                                                | —                                                                                                |
| Байков, Иван Иванович                                                                            | 1906—1992                                                                                        | 05.11.1944                                                                                       | 17.01.1947                                                                                       | 08.08.1955                                                                                       | —                                                                                                | —                                                                                                | —                                                                                                |
| Басистый, Николай Ефремович                                                                      | 1898—1971                                                                                        | 03.01.1942                                                                                       | 23.04.1943                                                                                       | 11.05.1949                                                                                       | —                                                                                                | —                                                                                                | —                                                                                                |
| Белли, Владимир Александрович                                                                    | 1887—1981                                                                                        | 04.06.1940                                                                                       | —                                                                                                | —                                                                                                | —                                                                                                | —                                                                                                | —                                                                                                |
| Белов, Михаил Фёдорович                                                                          | 1893—1960                                                                                        | 21.07.1944                                                                                       | —                                                                                                | —                                                                                                | —                                                                                                | —                                                                                                | —                                                                                                |
| Белоусов, Сергей Филиппович                                                                      | 1903—1984                                                                                        | 04.06.1940 05.06.1942                                                                            | —                                                                                                | —                                                                                                | —                                                                                                | —                                                                                                | —                                                                                                |
| Богданов, Николай Георгиевич                                                                     | 1903—1967                                                                                        | 15.11.1944                                                                                       | —                                                                                                | —                                                                                                | —                                                                                                | —                                                                                                | —                                                                                                |
| Богденко, Валентин Лукич                                                                         | 1903—1995                                                                                        | 04.06.1940                                                                                       | 08.07.1945                                                                                       | —                                                                                                | —                                                                                                | —                                                                                                | —                                                                                                |
| Боголепов, Виктор Платонович                                                                     | 1896—1974                                                                                        | 31.03.1944                                                                                       | —                                                                                                | —                                                                                                | —                                                                                                | —                                                                                                | —                                                                                                |
| Бологов, Николай Александрович                                                                   | 1894—1969                                                                                        | 04.06.1940                                                                                       | —                                                                                                | —                                                                                                | —                                                                                                | —                                                                                                | —                                                                                                |
| Болтунов, Павел Иванович                                                                         | 1907—1956                                                                                        | 03.01.1942                                                                                       | —                                                                                                | —                                                                                                | —                                                                                                | —                                                                                                | —                                                                                                |
| Бондаренко, Пётр Тихонович                                                                       | 1901—1950                                                                                        | 13.12.1942                                                                                       | —                                                                                                | —                                                                                                | —                                                                                                | —                                                                                                | —                                                                                                |
| Васильев, Виктор Константинович                                                                  | 1887—1961                                                                                        | 04.06.1940                                                                                       | —                                                                                                | —                                                                                                | —                                                                                                | —                                                                                                | —                                                                                                |
| Васюнин, Пётр Никифорович                                                                        | 1897—1973                                                                                        | 04.06.1940                                                                                       | —                                                                                                | —                                                                                                | —                                                                                                | —                                                                                                | —                                                                                                |
| Вдовиченко, Дмитрий Данилович                                                                    | 1903—1965                                                                                        | 21.05.1941                                                                                       | —                                                                                                | —                                                                                                | —                                                                                                | —                                                                                                | —                                                                                                |
| Векман, Александр Карлович                                                                       | 1884—1955                                                                                        | —                                                                                                | 04.06.1940                                                                                       | —                                                                                                | —                                                                                                | —                                                                                                | —                                                                                                |
| Верховский, Сергей Борисович                                                                     | 1909—1963                                                                                        | 05.11.1944                                                                                       | —                                                                                                | —                                                                                                | —                                                                                                | —                                                                                                | —                                                                                                |
| Виноградов, Николай Игнатьевич                                                                   | 1905—1979                                                                                        | 03.01.1942                                                                                       | 20.04.1945                                                                                       | 31.05.1954                                                                                       | —                                                                                                | —                                                                                                | —                                                                                                |
| Владимирский, Лев Анатольевич                                                                    | 1903—1973                                                                                        | 04.06.1940 02.03.1944                                                                            | 17.06.1942 20.04.1945                                                                            | 31.05.1954                                                                                       | —                                                                                                | —                                                                                                | —                                                                                                |
| Волков, Василий Трофимович                                                                       | 1905—1977                                                                                        | 22.01.1944                                                                                       | —                                                                                                | —                                                                                                | —                                                                                                | —                                                                                                | —                                                                                                |
| Воробьёв, Сергей Михайлович                                                                      | 1904—1974                                                                                        | 04.06.1940                                                                                       | —                                                                                                | —                                                                                                | —                                                                                                | —                                                                                                | —                                                                                                |
| Воронцов, Михаил Александрович                                                                   | 1900—1986                                                                                        | 22.02.1944                                                                                       | 27.01.1951                                                                                       | —                                                                                                | —                                                                                                | —                                                                                                | —                                                                                                |
| Галлер, Лев Михайлович                                                                           | 1883—1950                                                                                        | —                                                                                                | —                                                                                                | 04.06.1940 13.05.1953                                                                            | —                                                                                                | —                                                                                                | —                                                                                                |
| Георгиади, Иван Александрович                                                                    | 1895—1974                                                                                        | 21.05.1941                                                                                       | —                                                                                                | —                                                                                                | —                                                                                                | —                                                                                                | —                                                                                                |
| Головко, Арсений Григорьевич                                                                     | 1903—1962                                                                                        | 04.06.1940                                                                                       | 16.09.1941                                                                                       | 31.03.1944                                                                                       | —                                                                                                | —                                                                                                | —                                                                                                |
| Голубев-Монаткин, Иван Фёдорович                                                                 | 1897—1970                                                                                        | 22.01.1944                                                                                       | —                                                                                                | —                                                                                                | —                                                                                                | —                                                                                                | —                                                                                                |
| Гончаров, Леонид Георгиевич                                                                      | 1885—1948                                                                                        | —                                                                                                | 04.06.1940                                                                                       | —                                                                                                | —                                                                                                | —                                                                                                | —                                                                                                |
| Горшков, Сергей Георгиевич                                                                       | 1910—1988                                                                                        | 16.09.1941                                                                                       | 25.09.1944                                                                                       | 03.08.1953                                                                                       | —                                                                                                | 28.04.1962                                                                                       | 22.10.1967                                                                                       |
| Грен, Иван Иванович                                                                              | 1899—1960                                                                                        | 04.06.1940                                                                                       | 17.06.1942                                                                                       | —                                                                                                | —                                                                                                | —                                                                                                | —                                                                                                |
| Григорьев, Виссарион Виссарионович                                                               | 1907—1992                                                                                        | 25.09.1944                                                                                       | 08.07.1945                                                                                       | —                                                                                                | —                                                                                                | —                                                                                                | —                                                                                                |
| Громов, Георгий Гаврилович                                                                       | 1903—1990                                                                                        | 10.04.1944                                                                                       | —                                                                                                | —                                                                                                | —                                                                                                | —                                                                                                | —                                                                                                |
| Дмитриев, Иван Николаевич                                                                        | 1877—1948                                                                                        | 04.06.1940                                                                                       | —                                                                                                | —                                                                                                | —                                                                                                | —                                                                                                | —                                                                                                |
| Добротворский, Юрий Алексеевич                                                                   | 1890—1953                                                                                        | 24.03.1944                                                                                       | —                                                                                                | —                                                                                                | —                                                                                                | —                                                                                                | —                                                                                                |
| Долинин, Михаил Михайлович                                                                       | 1902—1950                                                                                        | 04.06.1940                                                                                       | —                                                                                                | —                                                                                                | —                                                                                                | —                                                                                                | —                                                                                                |
| Дрозд, Валентин Петрович                                                                         | 1906—1943                                                                                        | 04.06.1940                                                                                       | 16.09.1941                                                                                       | —                                                                                                | —                                                                                                | —                                                                                                | —                                                                                                |
| Егоров, Владимир Александрович                                                                   | 1904—1996                                                                                        | 18.04.1943                                                                                       | —                                                                                                | —                                                                                                | —                                                                                                | —                                                                                                | —                                                                                                |
| Егорьев, Всеволод Евгеньевич                                                                     | 1883—1967                                                                                        | 04.06.1940                                                                                       | —                                                                                                | —                                                                                                | —                                                                                                | —                                                                                                | —                                                                                                |
| Елисеев, Иван Дмитриевич                                                                         | 1901—1974                                                                                        | 21.05.1941 21.07.1944                                                                            | 03.11.1951                                                                                       | —                                                                                                | —                                                                                                | —                                                                                                | —                                                                                                |
| Жуков, Гавриил Васильевич                                                                        | 1899—1957                                                                                        | 04.06.1940                                                                                       | 15.11.1944                                                                                       | —                                                                                                | —                                                                                                | —                                                                                                | —                                                                                                |
| Заостровцев, Алексей Тимофеевич                                                                  | 1899—1975                                                                                        | 04.06.1940                                                                                       | —                                                                                                | —                                                                                                | —                                                                                                | —                                                                                                | —                                                                                                |
| Заяц, Николай Филиппович                                                                         | 1885—1949                                                                                        | 04.06.1940                                                                                       | —                                                                                                | —                                                                                                | —                                                                                                | —                                                                                                | —                                                                                                |
| Зозуля, Фёдор Владимирович                                                                       | 1907—1964                                                                                        | 21.07.1944                                                                                       | 11.05.1949                                                                                       | 08.08.1955                                                                                       | —                                                                                                | —                                                                                                | —                                                                                                |
| Зуйков, Николай Иванович                                                                         | 1901—1942                                                                                        | 21.05.1941                                                                                       | —                                                                                                | —                                                                                                | —                                                                                                | —                                                                                                | —                                                                                                |
| Иванов, Вадим Иванович                                                                           | 1893—1958                                                                                        | 04.06.1940                                                                                       | —                                                                                                | —                                                                                                | —                                                                                                | —                                                                                                | —                                                                                                |
| Ивановский, Николай Степанович                                                                   | 1902—1979                                                                                        | 22.02.1944                                                                                       | —                                                                                                | —                                                                                                | —                                                                                                | —                                                                                                | —                                                                                                |
| Игнатьев, Сергей Парфенович                                                                      | 1902—1984                                                                                        | 13.12.1942                                                                                       | —                                                                                                | —                                                                                                | —                                                                                                | —                                                                                                | —                                                                                                |
| Исаков, Иван Степанович                                                                          | 1894—1967                                                                                        | —                                                                                                | —                                                                                                | 04.06.1940                                                                                       | 31.05.1944                                                                                       | —                                                                                                | 25.05.1945 03.03.1955                                                                            |
| Карпунин, Вячеслав Петрович                                                                      | 1909—1998                                                                                        | 31.03.1944                                                                                       | 18.02.1958                                                                                       | —                                                                                                | —                                                                                                | —                                                                                                | —                                                                                                |
| Касатонов, Владимир Афанасьевич                                                                  | 1910—1989                                                                                        | 24.05.1945                                                                                       | 03.11.1951                                                                                       | 08.08.1955                                                                                       | —                                                                                                | 18.06.1965                                                                                       | —                                                                                                |
| Киткин, Пётр Павлович                                                                            | 1877—1954                                                                                        | 05.11.1944 (28.07.1917)                                                                          | —                                                                                                | —                                                                                                | —                                                                                                | —                                                                                                | —                                                                                                |
| Колчин, Павел Иванович                                                                           | 1905—1965                                                                                        | 22.01.1944                                                                                       | —                                                                                                | —                                                                                                | —                                                                                                | —                                                                                                | —                                                                                                |
| Колышкин, Иван Александрович                                                                     | 1902—1970                                                                                        | 05.11.1944                                                                                       | —                                                                                                | —                                                                                                | —                                                                                                | —                                                                                                | —                                                                                                |
| Кон, Александр Валентинович                                                                      | 1880—1941                                                                                        | 04.06.1940                                                                                       | —                                                                                                | —                                                                                                | —                                                                                                | —                                                                                                | —                                                                                                |
| Коренев, Константин Юлианович                                                                    | 1900—1975                                                                                        | 04.06.1940                                                                                       | —                                                                                                | —                                                                                                | —                                                                                                | —                                                                                                | —                                                                                                |
| Крылов, Фотий Иванович                                                                           | 1896—1948                                                                                        | 04.06.1940                                                                                       | —                                                                                                | —                                                                                                | —                                                                                                | —                                                                                                | —                                                                                                |
| Кудрявцев, Сергей Валентинович                                                                   | 1902—1980                                                                                        | 24.05.1945                                                                                       | —                                                                                                | —                                                                                                | —                                                                                                | —                                                                                                | —                                                                                                |
| Кузнецов, Аполлон Александрович                                                                  | 1892—1960                                                                                        | 04.06.1940                                                                                       | —                                                                                                | —                                                                                                | —                                                                                                | —                                                                                                | —                                                                                                |
| Кузнецов, Константин Матвеевич                                                                   | 1902—1977                                                                                        | 05.11.1944                                                                                       | —                                                                                                | —                                                                                                | —                                                                                                | —                                                                                                | —                                                                                                |
| Кузнецов, Николай Герасимович                                                                    | 1904—1974                                                                                        | 10.02.1948                                                                                       | 27.01.1951 17.02.1956                                                                            | 04.06.1940                                                                                       | 31.05.1944 13.05.1953                                                                            | —                                                                                                | 25.05.1945 03.03.1955 26.07.1988                                                                 |
| Кулаков, Николай Михайлович                                                                      | 1908—1976                                                                                        | 13.12.1942 21.07.1944 08.12.1955                                                                 | 24.05.1945 23.01.1961                                                                            | —                                                                                                | —                                                                                                | —                                                                                                | —                                                                                                |
| Кулишов, Илья Данилович                                                                          | 1902—1948                                                                                        | 04.06.1940                                                                                       | 08.07.1945                                                                                       | —                                                                                                | —                                                                                                | —                                                                                                | —                                                                                                |
| Курников, Лев Андреевич                                                                          | 1907—1997                                                                                        | 08.07.1945                                                                                       | 18.02.1958                                                                                       | —                                                                                                | —                                                                                                | —                                                                                                | —                                                                                                |
| Кучеров, Степан Григорьевич                                                                      | 1902—1973                                                                                        | 04.06.1940                                                                                       | 31.03.1944                                                                                       | 08.07.1945                                                                                       | —                                                                                                | —                                                                                                | —                                                                                                |
| Ладинский, Юрий Викторович                                                                       | 1905—1983                                                                                        | 05.11.1944                                                                                       | —                                                                                                | —                                                                                                | —                                                                                                | —                                                                                                | —                                                                                                |
| Лапушкин, Яков Яковлевич                                                                         | 1904—1968                                                                                        | 04.06.1940                                                                                       | —                                                                                                | —                                                                                                | —                                                                                                | —                                                                                                | —                                                                                                |
| Левченко, Гордей Иванович                                                                        | 1897—1981                                                                                        | 18.04.1943                                                                                       | 04.06.1940 22.02.1944                                                                            | 25.09.1944                                                                                       | —                                                                                                | —                                                                                                | —                                                                                                |
| Марков, Филипп Савельевич                                                                        | 1898—1956                                                                                        | 18.04.1943                                                                                       | —                                                                                                | —                                                                                                | —                                                                                                | —                                                                                                | —                                                                                                |
| Матушкин, Алексей Алексеевич                                                                     | 1902—1975                                                                                        | 08.07.1945                                                                                       | —                                                                                                | —                                                                                                | —                                                                                                | —                                                                                                | —                                                                                                |
| Мельников, Вячеслав Николаевич                                                                   | 1904—1954                                                                                        | 20.04.1945                                                                                       | —                                                                                                | —                                                                                                | —                                                                                                | —                                                                                                | —                                                                                                |
| Михайлов, Пётр Павлович                                                                          | 1904—1981                                                                                        | 17.06.1942                                                                                       | 27.01.1951                                                                                       | —                                                                                                | —                                                                                                | —                                                                                                | —                                                                                                |
| Михальков, Георгий Иосифович                                                                     | 1893—1946                                                                                        | 04.06.1940                                                                                       | —                                                                                                | —                                                                                                | —                                                                                                | —                                                                                                | —                                                                                                |
| Москаленко, Михаил Захарович                                                                     | 1898—1985                                                                                        | 04.06.1940                                                                                       | 27.01.1951                                                                                       | —                                                                                                | —                                                                                                | —                                                                                                | —                                                                                                |
| Немитц, Александр Васильевич                                                                     | 1879—1967                                                                                        | —                                                                                                | 21.05.1941                                                                                       | —                                                                                                | —                                                                                                | —                                                                                                | —                                                                                                |
| Несвицкий, Николай Николаевич                                                                    | 1893—1945                                                                                        | 04.06.1940                                                                                       | —                                                                                                | —                                                                                                | —                                                                                                | —                                                                                                | —                                                                                                |
| Николаев, Александр Андреевич                                                                    | 1905—1949                                                                                        | 13.12.1942                                                                                       | 31.05.1944                                                                                       | —                                                                                                | —                                                                                                | —                                                                                                | —                                                                                                |
| Новиков, Тихон Андреевич                                                                         | 1902—1990                                                                                        | 04.06.1940                                                                                       | —                                                                                                | —                                                                                                | —                                                                                                | —                                                                                                | —                                                                                                |
| Обухов, Виктор Николаевич                                                                        | 1906—1988                                                                                        | 08.07.1945                                                                                       | —                                                                                                | —                                                                                                | —                                                                                                | —                                                                                                | —                                                                                                |
| Октябрьский, Филипп Сергеевич                                                                    | 1899—1969                                                                                        | 04.06.1940                                                                                       | 21.05.1941                                                                                       | 10.04.1944                                                                                       | —                                                                                                | —                                                                                                | —                                                                                                |
| Осипов, Кирилл Осипович                                                                          | 1898—1945                                                                                        | 04.06.1940                                                                                       | —                                                                                                | —                                                                                                | —                                                                                                | —                                                                                                | —                                                                                                |
| Павлович, Николай Брониславович                                                                  | 1897—1973                                                                                        | 24.03.1944                                                                                       | —                                                                                                | —                                                                                                | —                                                                                                | —                                                                                                | —                                                                                                |
| Пантелеев, Юрий Александрович                                                                    | 1901—1983                                                                                        | 04.06.1940                                                                                       | 22.01 1944                                                                                       | 03.08.1953                                                                                       | —                                                                                                | —                                                                                                | —                                                                                                |
| Папанин, Иван Дмитриевич                                                                         | 1894—1986                                                                                        | 25.05.1943                                                                                       | —                                                                                                | —                                                                                                | —                                                                                                | —                                                                                                | —                                                                                                |
| Петров, Анатолий Николаевич                                                                      | 1903—1980                                                                                        | 22.01.1944                                                                                       | 27.01.1951                                                                                       | —                                                                                                | —                                                                                                | —                                                                                                | —                                                                                                |
| Петровский, Владимир Алексеевич                                                                  | 1900—1950                                                                                        | 21.05.1941                                                                                       | —                                                                                                | —                                                                                                | —                                                                                                | —                                                                                                | —                                                                                                |
| Платонов, Василий Иванович                                                                       | 1902—1996                                                                                        | 03.01.1942                                                                                       | 05.11.1944                                                                                       | 27.01.1951                                                                                       | —                                                                                                | —                                                                                                | —                                                                                                |
| Попов, Борис Дмитриевич                                                                          | 1908—1984                                                                                        | 05.11.1944                                                                                       | —                                                                                                | —                                                                                                | —                                                                                                | —                                                                                                | —                                                                                                |
| Ралль, Юрий Фёдорович                                                                            | 1890—1948                                                                                        | 04.06.1940                                                                                       | 16.09.1941                                                                                       | —                                                                                                | —                                                                                                | —                                                                                                | —                                                                                                |
| Рамишвили, Семён Спиридонович                                                                    | 1903—1973                                                                                        | 21.05.1941                                                                                       | —                                                                                                | —                                                                                                | —                                                                                                | —                                                                                                | —                                                                                                |
| Рогачёв, Дмитрий Дмитриевич                                                                      | 1895—1963                                                                                        | 21.05.1941                                                                                       | —                                                                                                | —                                                                                                | —                                                                                                | —                                                                                                | —                                                                                                |
| Родионов, Константин Константинович                                                              | 1901—1981                                                                                        | 05.08.1944                                                                                       | —                                                                                                | —                                                                                                | —                                                                                                | —                                                                                                | —                                                                                                |
| Романов, Борис Иванович                                                                          | 1902—1950                                                                                        | 22.01.1944                                                                                       | —                                                                                                | —                                                                                                | —                                                                                                | —                                                                                                | —                                                                                                |
| Рулль, Август Андреевич                                                                          | 1896—1968                                                                                        | 20.04.1945                                                                                       | —                                                                                                | —                                                                                                | —                                                                                                | —                                                                                                | —                                                                                                |
| Румянцев, Александр Михайлович                                                                   | 1906—1974                                                                                        | 08.07.1945                                                                                       | 27.01.1951                                                                                       | —                                                                                                | —                                                                                                | —                                                                                                | —                                                                                                |
| Рутковский, Владимир Иванович                                                                    | 1902—1982                                                                                        | 05.11.1944                                                                                       | —                                                                                                | —                                                                                                | —                                                                                                | —                                                                                                | —                                                                                                |
| Рыбалтовский, Владимир Юльевич                                                                   | 1889—1951                                                                                        | 04.06.1940                                                                                       | —                                                                                                | —                                                                                                | —                                                                                                | —                                                                                                | —                                                                                                |
| Садников, Александр Александрович                                                                | 1898—1964                                                                                        | 17.11.1944                                                                                       | —                                                                                                | —                                                                                                | —                                                                                                | —                                                                                                | —                                                                                                |
| Салмин, Евгений Иванович                                                                         | 1891—1969                                                                                        | 25.09.1944                                                                                       | —                                                                                                | —                                                                                                | —                                                                                                | —                                                                                                | —                                                                                                |
| Самборский, Евгений Ксенофонтович                                                                | 1898—1966                                                                                        | 21.07.1944                                                                                       | —                                                                                                | —                                                                                                | —                                                                                                | —                                                                                                | —                                                                                                |
| Самойлов, Константин Иванович                                                                    | 1896—1951                                                                                        | 04.06.1940                                                                                       | —                                                                                                | —                                                                                                | —                                                                                                | —                                                                                                | —                                                                                                |
| Святов, Иван Георгиевич                                                                          | 1903—1983                                                                                        | 21.07.1944                                                                                       | —                                                                                                | —                                                                                                | —                                                                                                | —                                                                                                | —                                                                                                |
| Седельников, Фёдор Семёнович                                                                     | 1902—1952                                                                                        | 04.06.1940                                                                                       | 05.11.1944                                                                                       | —                                                                                                | —                                                                                                | —                                                                                                | —                                                                                                |
| Скриганов, Максим Петрович                                                                       | 1892—1951                                                                                        | 04.06.1940                                                                                       | —                                                                                                | —                                                                                                | —                                                                                                | —                                                                                                | —                                                                                                |
| Смирнов, Николай Константинович                                                                  | 1902—1973                                                                                        | 13.12.1942                                                                                       | 31.05.1944                                                                                       | —                                                                                                | —                                                                                                | —                                                                                                | —                                                                                                |
| Соловьёв, Михаил Георгиевич                                                                      | 1904—1968                                                                                        | 05.11.1944                                                                                       | —                                                                                                | —                                                                                                | —                                                                                                | —                                                                                                | —                                                                                                |
| Ставицкий, Сергей Петрович                                                                       | 1886—1953                                                                                        | —                                                                                                | 04.06.1940                                                                                       | —                                                                                                | —                                                                                                | —                                                                                                | —                                                                                                |
| Степанов, Георгий Андреевич                                                                      | 1890—1957                                                                                        | 02.03.1944                                                                                       | 04.06.1940 01.06.1944 13.05.1953                                                                 | —                                                                                                | —                                                                                                | —                                                                                                | —                                                                                                |
| Стеценко, Андрей Митрофанович                                                                    | 1903—1960                                                                                        | 13.12.1942                                                                                       | —                                                                                                | —                                                                                                | —                                                                                                | —                                                                                                | —                                                                                                |
| Сумин, Василий Илларионович                                                                      | 1901—1988                                                                                        | 02.05.1945                                                                                       | —                                                                                                | —                                                                                                | —                                                                                                | —                                                                                                | —                                                                                                |
| Томашевич, Анатолий Владиславович                                                                | 1895—1960                                                                                        | 05.11.1944                                                                                       | —                                                                                                | —                                                                                                | —                                                                                                | —                                                                                                | —                                                                                                |
| Трайнин, Павел Алексеевич                                                                        | 1895—1956                                                                                        | 04.06.1940                                                                                       | —                                                                                                | —                                                                                                | —                                                                                                | —                                                                                                | —                                                                                                |
| Трибуц, Владимир Филиппович                                                                      | 1900—1977                                                                                        | —                                                                                                | 04.06.1940                                                                                       | 31.05.1943                                                                                       | —                                                                                                | —                                                                                                | —                                                                                                |
| Туз, Даниил Андреевич                                                                            | 1902—1979                                                                                        | 05.11.1944                                                                                       | —                                                                                                | —                                                                                                | —                                                                                                | —                                                                                                | —                                                                                                |
| Унковский, Всеволод Андреевич                                                                    | 1884—1969                                                                                        | 04.06.1940                                                                                       | 24.03.1944                                                                                       | —                                                                                                | —                                                                                                | —                                                                                                | —                                                                                                |
| Фадеев, Владимир Георгиевич                                                                      | 1904—1962                                                                                        | 21.05.1941                                                                                       | 25.09.1944                                                                                       | —                                                                                                | —                                                                                                | —                                                                                                | —                                                                                                |
| Фёдоров, Михаил Иванович                                                                         | 1903—1982                                                                                        | 13.12.1942                                                                                       | —                                                                                                | —                                                                                                | —                                                                                                | —                                                                                                | —                                                                                                |
| Фельдман, Николай Эдуардович                                                                     | 1905—1989                                                                                        | 21.07.1944                                                                                       | —                                                                                                | —                                                                                                | —                                                                                                | —                                                                                                | —                                                                                                |
| Филиппов, Андрей Михайлович                                                                      | 1909—1964                                                                                        | 05.11.1944                                                                                       | —                                                                                                | —                                                                                                | —                                                                                                | —                                                                                                | —                                                                                                |
| Фокин, Виталий Алексеевич                                                                        | 1906—1964                                                                                        | 25.09.1944                                                                                       | 11.05.1949                                                                                       | 03.08.1953                                                                                       | —                                                                                                | —                                                                                                | —                                                                                                |
| Фролов, Александр Сергеевич                                                                      | 1902—1952                                                                                        | 16.09.1941                                                                                       | 25.09.1944                                                                                       | —                                                                                                | —                                                                                                | —                                                                                                | —                                                                                                |
| Харламов, Николай Михайлович                                                                     | 1905—1983                                                                                        | 04.06.1940                                                                                       | 21.07.1944                                                                                       | 11.05.1949                                                                                       | —                                                                                                | —                                                                                                | —                                                                                                |
| Холостяков, Георгий Никитич                                                                      | 1902—1983                                                                                        | 13.12.1942                                                                                       | 24.05.1945                                                                                       | —                                                                                                | —                                                                                                | —                                                                                                | —                                                                                                |
| Хорошхин, Борис Владимирович                                                                     | 1892—1942                                                                                        | 16.09.1941                                                                                       | —                                                                                                | —                                                                                                | —                                                                                                | —                                                                                                | —                                                                                                |
| Ципанович, Василий Андреевич                                                                     | 1902—1965                                                                                        | 05.11.1944                                                                                       | 27.01.1951                                                                                       | —                                                                                                | —                                                                                                | —                                                                                                | —                                                                                                |
| Чабаненко, Андрей Трофимович                                                                     | 1909—1986                                                                                        | 05.11.1944                                                                                       | 27.01.1951                                                                                       | 03.08.1953                                                                                       | —                                                                                                | —                                                                                                | —                                                                                                |
| Челпанов, Фёдор Иванович                                                                         | 1903—1949                                                                                        | 04.06.1940                                                                                       | —                                                                                                | —                                                                                                | —                                                                                                | —                                                                                                | —                                                                                                |
| Чернышев, Всеволод Феодосиевич                                                                   | 1898—1945                                                                                        | 05.11.1944                                                                                       | —                                                                                                | —                                                                                                | —                                                                                                | —                                                                                                | —                                                                                                |
| Чероков, Виктор Сергеевич                                                                        | 1907—1995                                                                                        | 22.01.1944                                                                                       | 03.11.1951                                                                                       | —                                                                                                | —                                                                                                | —                                                                                                | —                                                                                                |
| Чистосердов, Вадим Васильевич                                                                    | 1905—1951                                                                                        | 16.09.1941                                                                                       | —                                                                                                | —                                                                                                | —                                                                                                | —                                                                                                | —                                                                                                |
| Чурсин, Серафим Евгеньевич                                                                       | 1906—1985                                                                                        | 05.11.1944                                                                                       | 08.08.1955                                                                                       | 13.04.1964                                                                                       | —                                                                                                | —                                                                                                | —                                                                                                |
| Шведе, Евгений Евгеньевич                                                                        | 1890—1977                                                                                        | 05.11.1944                                                                                       | —                                                                                                | —                                                                                                | —                                                                                                | —                                                                                                | —                                                                                                |
| Шельтинга, Юрий Владимирович                                                                     | 1891—1962                                                                                        | 04.06.1940                                                                                       | —                                                                                                | —                                                                                                | —                                                                                                | —                                                                                                | —                                                                                                |
| Шибаев, Николай Иванович                                                                         | 1904—1983                                                                                        | 18.04.1943                                                                                       | 03.08.1953                                                                                       | 07.08.1966                                                                                       | —                                                                                                | —                                                                                                | —                                                                                                |
| Шталь, Александр Викторович                                                                      | 1865—1950                                                                                        | —                                                                                                | 04.06.1940                                                                                       | —                                                                                                | —                                                                                                | —                                                                                                | —                                                                                                |
| Юмашев, Иван Степанович                                                                          | 1895—1972                                                                                        | —                                                                                                | 04.06.1940                                                                                       | 31.05.1943                                                                                       | —                                                                                                | —                                                                                                | —                                                                                                |
| Юрковский, Фёдор Леонтьевич                                                                      | 1896—1948                                                                                        | 05.11.1944                                                                                       | —                                                                                                | —                                                                                                | —                                                                                                | —                                                                                                | —                                                                                                |
| Яковенко, Марк Григорьевич                                                                       | 1907—1963                                                                                        | 25.09.1944                                                                                       | 03.11.1951                                                                                       | —                                                                                                | —                                                                                                | —                                                                                                | —                                                                                                |
|                                                                                                  |                                                                                                  |                                                                                                  |                                                                                                  |                                                                                                  |                                                                                                  |                                                                                                  |                                                                                                  |

## Хронология введения, изменения статуса (соответствия), отмены званий и вида погон (знаков различия)
- Генеральские и адмиральские звания в Красной Армии были введены 07.05.1940 указами Президиума Верховного Совета СССР «Об установлении воинских званий высшего командного состава Красной Армии»[9] и «Об установлении воинских званий высшего командного состава Военно-Морского Флота»[1]. В соответствии с этими указами вводились воинские звания для строевого командного состава корабельной службы Военно-Морского Флота: контр-адмирал, вице-адмирал, адмирал, адмирал флота.
- Приказом НКО СССР от 15 января 1943 года № 25 «О введении новых знаков различия и об изменениях в форме одежды Красной Армии»[10] и Указом Президиума Верховного Совета СССР от 15 февраля 1943 года «О введении новых знаков различия для личного состава Военно-Морского Флота СССР»[11] были введены погоны.
- Указом Президиума Верховного Совета СССР от 3 марта 1955 года «О воинском звании Адмирал Флота»[12] отменено введённое 7 мая 1940 года высшее военно-морское звание адмирал флота, а вместо него этим же указом установлено воинское звание Адмирал флота Советского Союза, соответствующее званию Маршал Советского Союза. Указом Президиума Верховного Совета СССР № 51-VI от 28 апреля 1962 года «Об установлении воинского звания Адмирал флота»[13] «в целях приведения воинских званий Военно-Морского Флота СССР в полное соответствие с воинскими званиями Советской Армии» звание адмирал флота было восстановлено.

## Историческая справка
Приказом Морского министра № 125 от 16 апреля 1917 года были отменены погоны Российского Императорского флота. Взамен вводятся нарукавные знаки различия. Звания контр-адмирал, вице-адмирал, адмирал будут отменены только после Октябрьской революции 1917 года, а после их «восстановления» в мае 1940 года первичное адмиральское звание контр-адмирал некоторым офицерам высшего командного состава будет присвоено второй раз.
Выдержка из приказа:
… В соответствии с формой одежды, установленной во флотах всех свободных стран объявляю следующие изменения формы одежды чинов флотов и Морского ведомства впредь до окончательной выработки её в установленном порядке:
1) изъять из употребления все виды наплечных погон;
2) ношение шарфа отменить;
3) вензелевое изображение на оружии уничтожить;
4) середину кокарды, впредь до установления фуражки нового образца, закрасить в красный цвет.
Вместо наплечных погон устанавливаю нарукавные отличия из галуна — на сюртук, китель и тужурку — кругом всего рукава, на пальто — только с наружного края.
Сообразно чинам нашивки располагаются следующим образом:
у контр-адмирала — один широкий галун в 3/4 с завитком и под ним два широких по одному без завитков, а сверху пятиконечная звезда;
у вице-адмирала, — такие же галуны, что и у контр-адмирала, но над ними две пятиконечные звезды;
у адмирала, — такие же галуны, как у вице-адмирала, но над ними три пятиконечные звезды.
(Примечание: выделенные фрагменты текста Приказа в некоторых изданиях напечатаны с ошибками)